# نظارة محمد شريف باشا الثانية
نظارة محمد شريف باشا الثانية هي رابع نظارة مسئولة في مصر، صدر بتشكيلها الأمر العالي بتاريخ 5 يوليو 1879.

## أعضاء الحكومة
| النظارة          | الناظر                                                                  |
| ---------------- | ----------------------------------------------------------------------- |
| رئيس مجلس النظار | محمد شريف باشا                                                          |
| ناظر الداخلية    | محمد شريف باشا (بالإضافة إلى منصبه رئيسًا لمجلس النظار)                  |
| ناظر الخارجية    | محمد شريف باشا (بالإضافة إلى منصبيه رئيسًا لمجلس النظار وناظرًا للداخلية) |
| ناظر المالية     | إسماعيل أيوب باشا                                                       |
| ناظر الحقانية    | مراد حلمي باشا                                                          |
| ناظر الأوقاف     | محمود سامي البارودي باشا                                                |
| ناظر المعارف     | محمود سامي البارودي باشا (بالإضافة إلى منصبه ناظرًا الأوقاف)             |
| ناظر الأشغال     | مصطفى فهمي باشا                                                         |
| ناظر الجهادية    | علي غالب باشا                                                           |

## وصلات داخلية
- قائمة رؤساء مجلس وزراء مصر